# Luis Fernández (calciatore)
Luis Miguel Fernández Toledo (Tarifa, 2 ottobre 1959) è un allenatore di calcio ed ex calciatore spagnolo naturalizzato francese, di ruolo centrocampista.

## Carriera

### Giocatore
Come calciatore ha militato a lungo nel Paris Saint-Germain (1978-1986), spendendo poi gli ultimi anni della carriera agonistica dapprima nel RC Paris (1986-1989) e infine nel Cannes (1989-1993). Ha collezionato 60 presenze e 6 reti in Nazionale, vincendo un titolo europeo nel 1984.

### Allenatore
Da allenatore ha iniziato con due sue ex squadre quali Cannes e Paris Saint-Germain. È stato a lungo l'unico allenatore ad aver portato i parigini in semifinale di Coppa dei Campioni dopo aver eliminato il Barcellona nei quarti di finale, impresa eguagliata nel 2020 dal tedesco Thomas Tuchel grazie alla vittoria contro l'Atalanta di Gian Piero Gasperini. È anche l'unico allenatore francese ad avere vinto una coppa europea, ovvero la coppa delle coppe nel 1996.
Successivamente ha guidato l'Athletic Club, nuovamente il Paris Saint-Germain, l'Espanyol, l'Al-Rayyan e il Beitar Gerusalemme. Nella stagione 2006-2007 ha allenato il Real Betis Siviglia, in Spagna, e si è dimesso ad una giornata dalla fine della stagione. Il 1º maggio 2010 ha assunto l'incarico di Commissario tecnico della Nazionale israeliana. Il 27 dicembre 2011 è stato sollevato dall'incarico e sostituito da Eli Guttman a seguito della mancata qualificazione a Euro 2012.

## Statistiche

### Statistiche da allenatore

#### Club
Statistiche aggiornate al 30 giugno 2024. In grassetto le competizioni vinte.
| Stagione                   | Squadra                    | Campionato                 | Campionato | Campionato | Campionato | Campionato | Coppe nazionali | Coppe nazionali | Coppe nazionali | Coppe nazionali | Coppe nazionali | Coppe continentali | Coppe continentali | Coppe continentali | Coppe continentali | Coppe continentali | Altre coppe | Altre coppe | Altre coppe | Altre coppe | Altre coppe | Totale | Totale | Totale | Totale | Vittorie % | Piazzamento      |
| Stagione                   | Squadra                    | Comp                       | G          | V          | N          | P          | Comp            | G               | V               | N               | P               | Comp               | G                  | V                  | N                  | P                  | Comp        | G           | V           | N           | P           | G      | V      | N      | P      | %          | Piazzamento      |
| -------------------------- | -------------------------- | -------------------------- | ---------- | ---------- | ---------- | ---------- | --------------- | --------------- | --------------- | --------------- | --------------- | ------------------ | ------------------ | ------------------ | ------------------ | ------------------ | ----------- | ----------- | ----------- | ----------- | ----------- | ------ | ------ | ------ | ------ | ---------- | ---------------- |
| 1992-1993                  | Cannes                     | D2                         | 34+5       | 19+4       | 8+1        | 7+0        | CF              | 2               | 1               | 1               | 0               | -                  | -                  | -                  | -                  | -                  | -           | -           | -           | -           | -           | 41     | 24     | 10     | 7      | 58,54      | 2º (prom.)       |
| 1993-1994                  | Cannes                     | D1                         | 38         | 16         | 12         | 10         | CF              | 1               | 0               | 0               | 1               | -                  | -                  | -                  | -                  | -                  | -           | -           | -           | -           | -           | 39     | 16     | 12     | 11     | 41,03      | 6º               |
| Totale Cannes              | Totale Cannes              | Totale Cannes              | 77         | 39         | 21         | 17         |                 | 3               | 1               | 1               | 1               |                    | -                  | -                  | -                  | -                  |             | -           | -           | -           | -           | 80     | 40     | 22     | 18     | 50,00      |                  |
| 1994-1995                  | Paris Saint-Germain        | D1                         | 38         | 20         | 7          | 11         | CF+CdL          | 6+5             | 5+5             | 1+0             | 0+0             | UCL                | 12                 | 9                  | 1                  | 2                  | -           | -           | -           | -           | -           | 61     | 39     | 9      | 13     | 63,93      | 3º               |
| 1995-1996                  | Paris Saint-Germain        | D1                         | 38         | 19         | 11         | 8          | CF+CdL          | 3+1             | 2+0             | 0+0             | 1+1             | CdC                | 9                  | 8                  | 0                  | 1                  | SF          | 1           | 0           | 1           | 0           | 52     | 29     | 12     | 11     | 55,77      | 2°               |
| 1996-1997                  | Athletic Bilbao            | PD                         | 42         | 16         | 16         | 10         | CR              | 6               | 3               | 2               | 1               | -                  | -                  | -                  | -                  | -                  | -           | -           | -           | -           | -           | 48     | 19     | 18     | 11     | 39,58      | 6º               |
| 1997-1998                  | Athletic Bilbao            | PD                         | 38         | 17         | 14         | 7          | CR              | 4               | 2               | 0               | 2               | CU                 | 4                  | 2                  | 1                  | 1                  | -           | -           | -           | -           | -           | 46     | 21     | 15     | 10     | 45,65      | 2º               |
| 1998-1999                  | Athletic Bilbao            | PD                         | 38         | 17         | 9          | 12         | CR              | 2               | 0               | 1               | 1               | UCL                | 8                  | 2                  | 3                  | 3                  | -           | -           | -           | -           | -           | 48     | 19     | 13     | 16     | 39,58      | 8º               |
| 1999-2000                  | Athletic Bilbao            | PD                         | 38         | 12         | 14         | 12         | CR              | 4               | 1               | 2               | 1               | -                  | -                  | -                  | -                  | -                  | -           | -           | -           | -           | -           | 42     | 13     | 16     | 13     | 30,95      | 11º              |
| Totale Athletic Bilbao     | Totale Athletic Bilbao     | Totale Athletic Bilbao     | 156        | 62         | 53         | 41         |                 | 16              | 6               | 5               | 5               |                    | 12                 | 4                  | 4                  | 4                  |             | -           | -           | -           | -           | 184    | 72     | 62     | 50     | 39,13      |                  |
| dic. 2000-2001             | Paris Saint-Germain        | D1                         | 16         | 5          | 4          | 7          | CF+CdL          | 2+1             | 1+0             | 0+0             | 1+1             | UCL                | 5                  | 1                  | 2                  | 2                  | -           | -           | -           | -           | -           | 24     | 7      | 6      | 11     | 29,17      | Sub. 9°          |
| 2001-2002                  | Paris Saint-Germain        | D1                         | 34         | 15         | 13         | 6          | CF+CdL          | 4+4             | 2+2             | 1+1             | 1+1             | Int.+CU            | 8+6                | 5+2                | 3+4                | 0+0                | -           | -           | -           | -           | -           | 56     | 26     | 22     | 8      | 46,43      | 4º               |
| 2002-2003                  | Paris Saint-Germain        | L1                         | 38         | 14         | 12         | 12         | CF+CdL          | 6+1             | 5+0             | 0+0             | 1+1             | CU                 | 6                  | 5                  | 0                  | 1                  | -           | -           | -           | -           | -           | 51     | 24     | 12     | 15     | 47,06      | 11°              |
| Totale Paris Saint-Germain | Totale Paris Saint-Germain | Totale Paris Saint-Germain | 164        | 73         | 47         | 44         |                 | 33              | 22              | 3               | 8               |                    | 46                 | 30                 | 10                 | 6                  |             | 1           | 0           | 1           | 0           | 244    | 125    | 61     | 58     | 51,23      |                  |
| nov. 2003-2004             | Espanyol                   | PD                         | 28         | 12         | 2          | 14         | CR              | 1               | 0               | 0               | 1               | -                  | -                  | -                  | -                  | -                  | -           | -           | -           | -           | -           | 29     | 12     | 2      | 15     | 41,38      | Sub. 16º         |
| lug.-nov. 2005             | Al-Rayyan                  | QSL                        | 9          | 3          | 2          | 4          | -               | -               | -               | -               | -               | -                  | -                  | -                  | -                  | -                  | -           | -           | -           | -           | -           | 9      | 3      | 2      | 4      | 33,33      | Dimis.           |
| nov. 2005-2006             | Beitar Gerusalemme         | Lh                         | 22         | 10         | 7          | 5          | CI              | 2               | 1               | 0               | 1               | -                  | -                  | -                  | -                  | -                  | -           | -           | -           | -           | -           | 24     | 11     | 7      | 6      | 45,83      | Sub. 3°          |
| dic.2006-giu.2007          | Betis                      | PD                         | 22         | 4          | 12         | 6          | CR              | 4               | 0               | 3               | 1               | -                  | -                  | -                  | -                  | -                  | -           | -           | -           | -           | -           | 26     | 4      | 15     | 7      | 15,38      | Sub. Eson.       |
| dic. 2008-2009             | Stade Reims                | L2                         | 20         | 5          | 9          | 6          | -               | -               | -               | -               | -               | -                  | -                  | -                  | -                  | -                  | -           | -           | -           | -           | -           | 20     | 5      | 9      | 6      | 25,00      | Sub. 20° (retr.) |
| Totale carriera            | Totale carriera            | Totale carriera            | 498        | 208        | 153        | 137        |                 | 59              | 30              | 12              | 17              |                    | 58                 | 34                 | 14                 | 10                 |             | 1           | 0           | 1           | 0           | 616    | 272    | 180    | 164    | 44,16      |                  |

## Palmarès

### Giocatore

#### Club
- Coppa di Francia: 2

Paris Saint-Germain: 1981-1982, 1982-1983
- Campionato francese: 1

Paris Saint-Germain: 1985-1986

#### Nazionale
- Campionato d'Europa: 1

1984

#### Individuale
- Calciatore francese dell'anno: 1

1985

### Allenatore

#### Club

##### Competizioni nazionali
- Coppa di Francia: 1

Paris Saint-Germain: 1994-1995
- Coppa di Lega francese: 1

Paris Saint-Germain: 1994-1995
- Supercoppa francese: 1

Paris Saint-Germain: 1995

##### Competizioni internazionali
- Coppa delle Coppe: 1

Paris Saint-Germain: 1995-1996
- Coppa Intertoto UEFA: 1

Paris Saint-Germain: 2001

#### Individuale
- Allenatore francese dell'anno: 1

1993
- Trophées UNFP du football: 1

Miglior allenatore della Division 1: 1994